# نیکلاس کمبل
نیکلاس کمبل (انگلیسی: Nicholas Campbell؛ ‏ تلفظ نام‌خانوادگی: ‎/ˈkæmbəl/‎؛ زادهٔ ۲۴ مارس ۱۹۵۲) هنرپیشه اهل کانادا است. از فیلم‌ها و مجموعه‌های تلویزیونی که وی در آن نقش داشته است می‌توان به پلی در دوردست، مرد سیندرلایی، طالع نحس، پناهگاه، مکانی خشک و خنک، همه ما سقوط می‌کنیم و ناهار عریان اشاره کرد.